# سوتا هيغاشيدإ
سوتا هيغاشيدإ (باليابانية: 東出 壮太) (مواليد 24 أغسطس 1998) هو لاعب كرة قدم ياباني.

## وصلات خارجية
- سوتا هيغاشيدإ على موقع رابطة كرة القدم اليابانية للمحترفين (اليابانية)
- سوتا هيغاشيدإ على موقع قاعدة بيانات كرة القدم.إي يو (الإنجليزية)
- سوتا هيغاشيدإ على موقع Soccerway.com (الإنجليزية)
- سوتا هيغاشيدإ على موقع عالم كرة القدم.نت (الإنجليزية)